# Manfred Görlach
Manfred Görlach (geboren am 12. Juli 1937 in Berlin; gestorben am 9. September 2023 in Heidelberg) war ein deutscher Anglist und Sprachwissenschaftler.

## Leben
Görlach studierte Anglistik, Latein, Indogermanistik, Philosophie und Pädagogik an der Freien Universität Berlin (1957–1961). Im Dezember 1961 wurde er in Ost-Berlin von der Staatssicherheit verhaftet und im März 1962 in Potsdam von Richter Hermann Wohlgethan wegen Fluchthilfe zu vier Jahren Zuchthaus verurteilt. Im August 1964 wurde er von der Bundesrepublik freigekauft und beendete sein Studium mit Staatsexamen in West-Berlin im November 1966. Von April 1967 bis März 1984 war er am Anglistischen Seminar der Universität Heidelberg als Assistent und Akademischer Rat beschäftigt; hier promovierte er auch 1970 mit einer Arbeit zum Südenglischen Legendar. Von 1984 bis zu seiner Emeritierung 2002 hatte er den Lehrstuhl für Englische Sprachwissenschaft und Mediävistik an der Universität zu Köln inne.
Görlach war ein profilierter anglistischer historischer Sprachwissenschaftler, mit Buchpublikationen zum „South English Legendary“, zum Frühneuenglischen, zum Englischen des 19. Jahrhunderts und mehreren sprachhistorischen Einführungen. Er publizierte auch mehrere Bände mit Übersetzungen der Max-und-Moritz-Geschichten von Wilhelm Busch in das Alt- und Mittelenglische sowie in verschiedene englische und deutsche Dialekte.
Global bekannt wurde Görlach jedoch vor allem als Mitbegründer des Forschungsgebiets „World Englishes“, das auf dem Konzept der Plurizentrik fußt, und für das er insbesondere eine zentrale Publikationsinfrastruktur bei John Benjamins in Amsterdam aufgebaut hat. Er war Mitherausgeber des ersten umfassenden Sammelbands zum Thema (Bailey & Görlach 1982). 1980 gründete er die Fachzeitschrift English World-Wide, die zunächst beim Julius Groos Verlag in Heidelberg und ab dem 4. Band von der John Benjamins Publishing Company (Amsterdam) publiziert und vertrieben wurde. Parallel dazu begründete er die Buchreihe Varieties of English Around the World. Er war Herausgeber der Zeitschrift und Buchreihe bis 1997 und gab die Herausgeberrolle beider Publikationsformate dann weiter an Edgar W. Schneider. Er verfasste auch zahlreiche Fachartikel zu verschiedenen Varietäten des Englischen, meist aus soziolinguistischer und historischer Perspektive, und veröffentlichte diese dann in mehreren Sammelbänden (Englishes, 1991; More Englishes, 1995; u. a.). Görlachs Schriften zu World Englishes, die einige der ersten waren, die „historical biases“ zugunsten südenglischer Betrachtungen explizit erwähnten – die er als „London/Oxford bias“ bezeichnete –, werden heute als Basis für neuere Arbeiten verwendet.
Görlach verstarb am 9. September 2023 in Heidelberg.

## Schriften (Auswahl)
- The „South English Legendary“, „Gilte Legende“ and „Golden Legend“. Institut für Anglistik und Amerikanistik, Braunschweig 1972.
- The Textual Tradition of the South English Legendary. University of Leeds, School of English, Leeds 1974.
- Einführung in die englische Sprachgeschichte. Quelle & Meyer, Heidelberg 1974.
- Busch, Wilhelm, Max and Moritz in English dialects and Creoles.Hamburg, 1986
- Introduction to Early Modern English. Cambridge University Press, Cambridge 1991.
- Studies in Middle English Saints' Legends. C. Winter, Heidelberg 1998.
- English in Nineteenth-century England: An Introduction. Cambridge University Press, Cambridge 1999.
- Topics in English Historical Linguistics. C. Winter, Heidelberg 2003.
- English as a World Language (ed. with R. Bailey). University of Michigan Press, Ann Arbor 1982.
- Englishes. John Benjamins, Amsterdam 1991.
- More Englishes. John Benjamins, Amsterdam 1995.
- Even More Englishes. John Benjamins, Amsterdam 1998.